# Laura Omloop
Laura Omloop (* 18. května 1999), známa také jako Laura, je belgická zpěvačka která se účastnila Junior Eurovision Song Contest 2009 v Kyjevě s písní „Zo verliefd“ (při níž i jódlovala) a skončila na 4. místě, což je nejlepší umístění za Belgii v soutěžích Junior Eurovision Song Contest.